# 沈玉才
沈玉才（1916年—2004年3月6日）是師承徐蘭沅的京劇琴師。以與京劇表演藝術家李少春的合作見知於世。
他長期在中國京劇院（現在的中國國家京劇院）工作，主要操琴作品有現代京劇（京劇現代戲）《白毛女》、《紅燈記》，新編古裝京劇《白蛇傳》（田漢編劇）、《野豬林》（李少春編劇，庚金群音樂設計）等。其中《紅燈記》和《野豬林》拍成彩色京劇電影。
《紅燈記》是文化大革命第1批8個樣板戲裡的1個，他擔任甲組和電影版琴師（甲組和電影版鼓師是庚金群），乙組琴師是李廣伯。
孫女沈媛是北京京劇院琴師，中國京胡和京二胡的一級演員。